# A Chorus Line (film)
A Chorus Line is een muziekfilm uit 1985, gebaseerd op een Broadway-musical uit 1975 met dezelfde naam.
De film werd geregisseerd door Richard Attenborough. De liedjes werden geschreven door Marvin Hamlisch en gecomponeerd door Edward Kleban.

## Verhaal
In een Broadway-theater vindt een auditie plaats voor een nieuwe musical door regisseur Zach (Michael Douglas) en choreograaf Larry (Terrence Mann). Zestien dansers gaan door naar een volgende ronde, later voegt ook een voormalige geliefde van Zach, Cassie (Alyson Reed), zich bij hen.
Alle dansers zijn wanhopig op zoek naar werk, maar er is slechts plek voor vier mannen en vier vrouwen. In de loop van de auditie vertellen alle dansers iets over hun leven, bijvoorbeeld over hun jeugd, hun eerste liefde, het eerste besef van homoseksualiteit, over acteerlessen, hoe ze met dansen zijn begonnen of over uiterlijk en plastische chirurgie.
Uiteindelijk kiest Zach zijn acht dansers: Mike, Cassie, Bobby, Judy, Richie, Val, Mark, en Diana. Tijdens het slotnummer zijn zij te zien in goudkleurig kostuums, niet langer als individu, maar als onderdeel van het dansgezelschap. In de spiegels aan de achterwand lijkt de groep zich steeds te verdubbelen, waardoor er uiteindelijk een grote groep dansers op het podium staat.

## Rolverdeling
| Acteur          | Personage | Beschrijving          |
| --------------- | --------- | --------------------- |
| Michael Douglas | Zach      | regisseur/choreograaf |
| Terrence Mann   | Larry     | assistent choreograaf |
| Sharon Brown    | Kim       | secretaresse van Zach |

Dansers
| Acteur            | Personage                     |
| ----------------- | ----------------------------- |
| Alyson Reed       | Cassie (de ex van Zach)       |
| Michael Blevins   | Mark Tobori                   |
| Yamil Borges      | Diana Morales                 |
| Jan Gan Boyd      | Connie Wong                   |
| Gregg Burge       | Richie Walters                |
| Cameron English   | Paul San Marco                |
| Tony Fields       | Al DeLuca                     |
| Audrey Landers    | Val Clarke                    |
| Nicole Fosse      | Kristine Evelyn Erlich-DeLuca |
| Vicki Frederick   | Sheila Bryant                 |
| Michelle Johnston | Beatrice Ann (Bebe) Benson    |
| Janet Jones       | Judy Monroe                   |
| Pam Klinger       | Maggie Winslow                |
| Charles McGowan   | Mike Cass                     |
| Justin Ross       | Greg Gardner                  |
| Blane Savage      | Don Kerr                      |
| Matt West         | Bobby Mills                   |

## Muziek
1. "I Hope I Get It" - alle dansers
2. "Who Am I Anyway?" - Paul
3. "I Can Do That" - Mike
4. "At the Ballet" - Sheila, Bebe and Maggie
5. "Surprise, Surprise" - Richie en dansers
6. "Nothing" - Diana
7. "Dance: Ten; Looks: Three" - Val
8. "Let Me Dance for You" - Cassie
9. "One" (rehearsal) - alle dansers
10. "What I Did for Love" - Cassie
11. "One" (Finale) - alle dansers

## Prijzen
De film werd genomineerd voor drie Oscars (Best original song; Best film editing; Best sound mixing), twee Golden Globes (Best motion picture; Best director) en twee BAFTA's (Best sound; Best editing). Hij won echter geen van de prijzen.